# Live Rounds In Tokyo
Live Rounds In Tokyo er et livealbum fra thrash metalbandet The Haunted, som blev udgivet 10. december 2001. Optagelserne var fra Akasaka Blitz i Tokyo, Japan 16. november 2000. 

## Spor
1. "Intro"
2. "Dark Intentions"
3. "Bury Your Dead"
4. "Chasm"
5. "Trespass"
6. "Shattered"
7. "Hollow Ground"
8. "Chokehold"
9. "Leech"
10. "In Vein"
11. "Revelation"
12. "Bullethole"
13. "Silencer"
14. "Three times"
15. "Undead"
16. "Hate Song"
17. "Eclipse" (Bonusnummer indspillet i studie)